# Ewing-sarcoom
Het Ewing-sarcoom is een zeldzame, zeer kwaadaardige vorm van botkanker, die vooral wordt gevonden bij jonge kinderen en adolescenten in de lange pijpbeenderen, meestal het dijbeen (femur), opperarmbeen humerus en scheenbeen (tibia). Ook het bekken is regelmatig aangedaan. Indien het Ewing sarcoom voorkomt in de ribben spreekt men van Askin's tumor. Een enkele maal komt het Ewing-sarcoom ook voor in weke delen. Het Ewing sarcoom moet beschouwd worden als een tumor met een hoge maligniteitsgraad. Het metastaseert daarom snel, met een voorkeur voor de longen (in 40% van de gevallen).
Het Ewing-sarcoom is na het osteosarcoom de vaakst voorkomende vorm van botkanker bij kinderen. Jongens zijn vaker aangedaan dan meisjes. De incidentie is het hoogst tussen het 5e en het 15e levensjaar en uiterst zeldzaam bij mensen ouder dan dertig jaar.
Het Ewing-sarcoom presenteert zich meestal door plaatselijke pijn en zwelling. Bijkomende symptomen zijn onder andere koorts, gewichtsverlies en anemie. Een aanzienlijk deel van de tumoren is al uitgezaaid op het moment van diagnose. Diagnose is meestal reeds op basis van normale röntgenfoto's te stellen, waarop de tumoren te zien zijn als slecht omschreven, lytische laesies met een destructief karakter. TNM-stadiëring vindt meestal plaats met behulp van MRI.

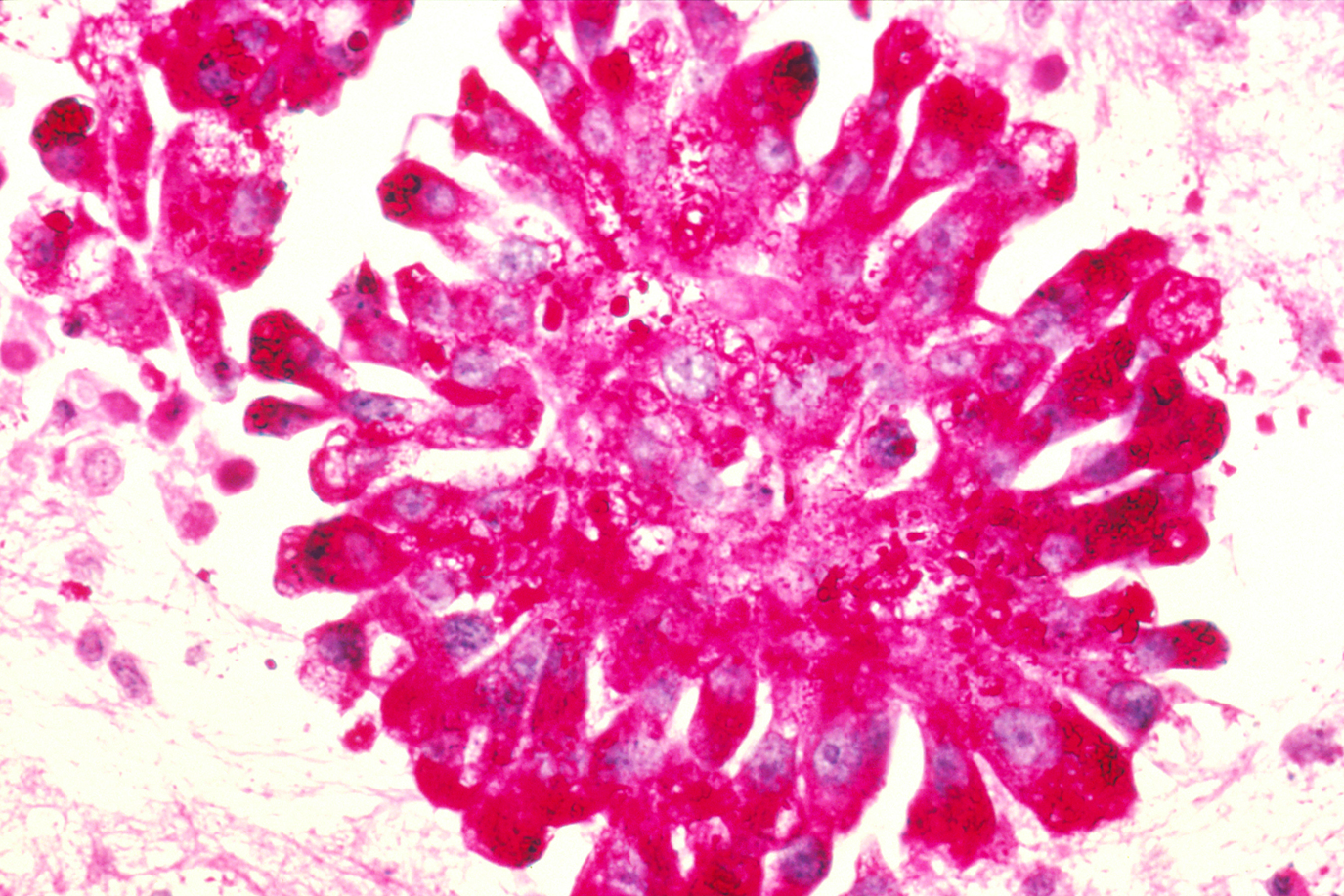
Metastatische kankercellen van het Ewing-sarcoom

De behandeling is primair chirurgisch en vaak sterk verminkend omdat vaak amputatie noodzakelijk is. Om de tumor te verkleinen wordt vaak voor de ingreep eerst chemo- gegeven. Na resectie is een nabehandeling met chemotherapie en/of radiotherapie nodig. Het sarcoom is vernoemd naar zijn ontdekker James Ewing.
De vijfjaarsoverleving bedraagt 60-75%. De prognose is sterk afhankelijk van de grootte en de lokalisatie van de tumor (in verband met de mogelijkheid tot operatieve verwijdering), de mate van uitzaaiing en de leeftijd van de patiënt waarop de tumor zich openbaart.